# Llac Gods
El llac Gods és un llac del nord-est de Manitoba, al Canadà. El llac cobreix una superfície de 1.151 km² amb una superfície neta (superfície d'aigua) de 1.061 km², cosa que el converteix en el setè llac més gran a la província. Es troba al nord del llac Island a 178 msnm. Té una longitud de costa de 474 quilòmetres. Desguassa cap al nord a través del riu Gods i el riu Hayes fins a la badia de Hudson.
Les comunitats de les Primeres Nacions de Gods Lake Narrows, Gods Lake (God Lake 23) i Gods River es troben a la vora del llac.